# Château-du-Loir
Château-du-Loir is een plaats en voormalige gemeente in het Franse departement Sarthe in de regio Pays de la Loire en telt 5.148 inwoners (1999). De plaats maakt deel uit van het arrondissement La Flèche. Château-du-Loir is op 1 oktober 2016 gefuseerd met de gemeenten Montabon en Vouvray-sur-Loir tot de gemeente Montval-sur-Loir.

## Geschiedenis
In 878 stichtten monniken hier een klooster. Zij vestigden zich hier vanuit Bretagne omdat deze plaats veiliger werd geacht voor de strooptochten van de Vikingen. Zij brachten de relieken van de heilige Winwallus mee. Het klooster werd verwoest in 1051. In 1067 kwam het klooster in het bezit van de abdij van Marmoutier in Tours en zij bouwden het klooster weer op.
In 1288 werd in Château-du-Loir een houten markthal gebouwd. Het was niet enkel het centrum van de handel in de stad. Op de verdieping boven de markthal vergaderde het stadsbestuur.
Fiscaal was Château-du-Loir tijdens het ancien régime een élection in de provincie Maine, waar een élu onder toezicht van de intendant in Tours instond voor de inning van de koninklijke belasting.
De houten markthal werd in 1849 afgebroken. In de plaats kwamen een stenen markthal en een apart gemeentehuis. In 1858 kreeg de gemeente een treinstation op de spoorlijn Le Mans - Tours, uitgebaat door de Compagnie du chemin de fer de Paris à Orléans. In 1886 kwam er ook een treinverbinding tussen Parijs en Bordeaux. Het station bevond zich aanvankelijk een kilometer buiten het stadscentrum. Rond het station ontstond een nieuwe wijk, met onder andere woningen voor het spoorwegpersoneel. In 1922 kwam er ook een tramverbinding met Le Mans, maar deze verdween al in 1933 door de concurrentie van de auto.

## Geografie
De oppervlakte van Château-du-Loir bedraagt 11,4 km², de bevolkingsdichtheid is 451,6 inwoners per km².
De onderstaande kaart toont de ligging van Château-du-Loir met de belangrijkste infrastructuur en aangrenzende gemeenten.

## Demografie
Onderstaande figuur toont het verloop van het inwonertal (bron: INSEE-tellingen).

## Geboren
- Stéphane Pétilleau (1971), wielrenner